# Aleksiej Barsow
Aleksiej Barsow, ros. Алексей Барсов, uzb. Aleksey Barsov (ur. 3 kwietnia 1966 w Samarkandzie) – uzbecki szachista, arcymistrz od 2000 roku.

## Kariera szachowa
Pierwsze sukcesy na arenie międzynarodowej osiągnął po rozpadzie Związku Radzieckiego. W 1991 r. zajął II m. (za Feliksem Lewinem) w kołowym turnieju w Kecskemét, a w 1992 r. zwyciężył (wspólnie z Bryonem Nickoloffem) w turnieju Canadian Open Chess w Scarborough oraz podzielił II m. (za Nikołajem Puszkowem, wspólnie m.in. z Ratmirem Chołmowem) w Orle. W 1998 r. zwyciężył w Oksfordzie (turniej B, wspólnie z Colinem Crouchem) oraz w Wemding (wspólnie m.in. z Rainerem Polzinem i Mladeemn Muše) oraz podzielił II m. (za Erikiem van den Doelem, wspólnie z Aleksandrem Bierełowiczem) w Dieren, natomiast w 1999 r. podzielił I m. (wspólnie z Tigerem Hillarpem Perssonem i Julianem Hodgsonem) w Yorku, zajął również II m. (za Colinem McNabem) w Hampstead. W 2001 r. znalazł się wśród 9 zwycięzców turnieju Golden Cleopatra w Kairze, podzielił II m. (za Siergiejem Zagrebelnym, wspólnie z Elmarem Məhərrəmovem) w Abu Zabi oraz podzielił III m. w mistrzostwach Azji rozegranych w Kalkucie (rezultat ten powtórzył w 2003 r. w Doha). Na przełomie 2001 i 2002 r. osiągnął duży sukces, dzieląc I m. (wspólnie z Pentalą Harikrishną i Krishnanem Sasikiranem) w tradycyjnym turnieju w Hastings. W 2003 r. podzielił I m. (wspólnie z Tomasem Huttersem) w Guelph oraz zwyciężył w Tarbes, w 2004 r. zwyciężył w Saint-Quentin, w 2005 r. zajął I m. w Sélestat i w Casablance oraz zajął II m. (za Władimirem Dobrowem) w Cardiff, w 2006 r. zdobył złoty medal indywidualnych mistrzostw Uzbekistanu, natomiast w 2007 r. podzielił I m. w Montcada i Reixac (wspólnie z Fabienem Libiszewskim, Logmanem Guliewem i Yurim Gonzalezem Vidalem) i Pontevedrze (wspólnie z Walentinem Jotowem, Ilmarsem Starostitsem, Marcosem Llaneza Vegą i Dżurabkiem Chamrakułowem).
W latach 2000–2008 czterokrotnie wystąpił w reprezentacji kraju na szachowych olimpiadach, największy indywidualny sukces osiągając w 2000 r. w Stambule, gdzie zdobył złoty medal za uzyskany wynik na VI szachownicy. Dwukrotnie startował w pucharowych turniejach o tytuł mistrza świata, w obu przypadkach przegrywając swoje pojedynki w I rundach: w 2001 roku z Ye Jiangchuanem, a w 2004 – z Aleksandrem Bielawskim.
Najwyższy ranking w dotychczasowej karierze osiągnął 1 kwietnia 2002 r., posiadał wówczas 2550 punktów i zajmował drugie miejsce (za Rustamem Kasimdżanowem) wśród uzbeckich szachistów.